# ジョージ・ムーア (小説家)
ジョージ・ムーア（George Moore、1852年2月24日 - 1933年1月21日）はアイルランドの小説家。

## 略歴
メイヨー県のMoore Hallに生まれた。裕福な家系の出身の父親は議員を務めた人物である。家庭教師から教育を受け、バーミンガム地区の St. Mary's Collegeで学んだ。1870年に父親が没した後、画家として身を立てようと決め、パリで官立美術学校、エコール・デ・ボザールのアレクサンドル・カバネルのもとで絵を学び、その後私立学校のアカデミー・ジュリアンで学んだ。3年後に画家になるのを諦め、1876年に文学に転じた。パリで暮らしていた時代に、多くの有名な画家達とともに自然主義の文学者、エミール・ゾラとも出会っていた。
1880年にロンドンに移り、最初の詩を発表し、1883年に英語で小説、「A Modern Lover」を発表した。この小説は不道徳であるとして発禁となった。1885年の小説「役者の妻」（A mummer's wife）がムーアの最初の自然主義のスタイルの小説となった。その後の小説で、売春、異人種間のセックスやレズビアンの愛などを題材にして大衆を惹きつけた。1891年の「Impressions and Opinions」や1983年の「Modern Painting」などでイギリスの人々に印象派絵画を紹介した。この時代の小説に「イーブリン･イネス」(1898)や「尼僧テレサ」(1901)などがある。
1901年から1910年の間はダブリンに住み、アイルランドの文芸復興運動に参加した。
1911年にロンドンに住み、また何度もパリを訪れ、またキリストを題材とした小説「ケリス川」（The Brook Kerith）のためにエルサレムを訪れた。1916年に執筆された「ケリス川」はその内容から多くの反感を招いた。1933年にロンドンで没した。
1918年作の小説「アルバート氏の人生」（The Life of Albert Nobbs）は、フランス人劇作家Simone Benmussa、により舞台化され1977年に初演、2011年にはロドリゴ・ガルシア監督によって映画化された。

## 日本語文献
長編（訳書）
- 『一青年の告白』辻潤訳、新作社、1924[1]
  - 『一青年の告白』辻潤訳、改造社、1929[2]
- 『一青年の告白』崎山正毅訳、岩波文庫、1939、復刊1990[3]
- 『エスター・ウォーターズ』北條文緒訳、「ヒロインの時代」国書刊行会、1988[4]
- 『エスター・ウォーターズ』林木博美訳、英宝社、1999[5]
- 『湖』安達正訳、彩流社、2005[6]

短編
- 「望郷」ｰ 『現代アイルランド短編小説集』風呂本武敏・惇子訳 、公論社、1978[7]
  - 「懐郷」高松雄一訳（"Home Sickness"の翻訳） - 『イギリス短篇24：現代の世界文学』丸谷才一編、集英社、1987[8]
    - 「懐郷」高松雄一訳 - 『空』ポプラ社・百年文庫、2010（"Home Sickness"の翻訳）[9]
- 「アルバート・ノッブスの人生」磯部哲也・山田久美子訳 - 『クィア短編小説集』平凡社ライブラリー、2016[10]

伝記
- 安達正『ジョージ・ムア評伝　芸術に捧げた生涯』鳳書房、2001。ISBN 4900304786